# San Carlos del Jagüey
San Carlos del Jagüey är en ort i Mexiko.   Den ligger i kommunen Romita och delstaten Guanajuato, i den centrala delen av landet, 300 km nordväst om huvudstaden Mexico City. San Carlos del Jagüey ligger 1 762 meter över havet och antalet invånare är 555.
Terrängen runt San Carlos del Jagüey är en högslätt. Runt San Carlos del Jagüey är det ganska tätbefolkat, med 124 invånare per kvadratkilometer. Närmaste större samhälle är Romita, 13,0 km öster om San Carlos del Jagüey. Omgivningarna runt San Carlos del Jagüey är en mosaik av jordbruksmark och naturlig växtlighet.